# Baritonok listája
Baritonistának nevezik a bariton hangfekvésű férfi-énekeseket.

## Híres baritonok

### Komolyzene (opera)
- Theo Adam
- Ambrus Ákos
- Sir Thomas Allen
- Robert Allman
- Beck János Nepomuk
- Beck Vilmos
- Bende Zsolt
- Pierre Bernac
- Bignio Lajos
- Renato Bruson
- Piero Cappuccilli
- José Van Dam
- Dale Duesing
- Egri Sándor
- Sir Geraint Evans
- Dietrich Fischer-Dieskau
- Fokanov Anatolij
- Gárday Gábor
- Gáti István
- Tito Gobbi
- Matthias Goerne
- Gurbán János
- Gyimesi Kálmán
- Haakan Hagegaard
- Thomas Hampson
- Hámory Imre
- Hans Hotter
- Dmitri Hvorostovsky
- Jámbor László
- Kelemen Zoltán
- Bruce Martin
- Massányi Viktor
- Victor Maurel
- Melis György
- Robert Merrill
- Sherrill Milnes
- Gustav Neidlinger
- Titta Ruffo
- Vladimir Ružđak
- Donald Shanks
- John Shirley-Quirk
- Gérard Souzay
- Giuseppe Taddei
- Bryn Terfel
- Leonard Warren
- Neil Warren-Smith
- Eberhard Wächter
- Gregory Yurisich
- Giorgio Zancanaro

### Könnyűzene

#### Külföldi
- Billy Eckstine
- Bing Crosby
- Bobby Farrell
- Brian McFadden
- David Gahan
- Elvis Presley
- Frank Ocean
- Frank Sinatra
- Jermaine Jackson
- Jim Morrison
- Joe Williams
- Josh Groban
- Kian Egan
- Louis Armstrong
- Pat Boone
- Robert Goulet
- Shane Filan

#### Magyar
- Aradszky László
- Bereczki Zoltán
- Cipő
- Charlie
- Csonka András
- Dobrády Ákos
- Fekete Dávid
- Fluor Tomi
- Geszti Péter
- Heilig Gábor
- Kasza Tibor
- Lányi Lala
- Koós János
- László Attila
- Pataky Attila
- Rácz Gergő
- Sipos F. Tamás
- Soltész Rezső
- Szécsi Pál
- Szolnoki Péter
- Sztevanovity Zorán
- Takács Nikolas
- Vastag Csaba
- Vastag Tamás